# Agence de protection et d'aménagement du littoral
Pour les articles homonymes, voir APAL.
L'Agence de protection et d'aménagement du littoral ou APAL est un établissement public tunisien à caractère non administratif, placé sous la tutelle du ministère de l'Environnement. Il est créé par la loi no 95-72 du 24 juillet 1995.

## Fonctions
L'APAL exécute la politique de l'État tunisien dans le domaine de la protection et de l'aménagement du littoral.
Elle est chargée de la gestion du littoral, du suivi de son aménagement et de la régularisation des situations foncières existantes et contraires à la législation et à la réglementation régissant le domaine public maritime.
L'APAL conduit par ailleurs des études d'expertise et de recherches relatives à la protection du littoral. Elle met en place des observatoires des écosystèmes littoraux, et réhabilite et gère les zones côtières naturelles et les zones sensibles (zones humides, forêts littorales, îles, etc.).